# عنکبوت‌های درزباف
عنکبوت‌های درزباف (Filistatidae) نام خانواده‌ای از عنکبوتها است.
این خانواده ۱۷ سرده و ۱۰۰ گونه را دربر می‌گیرد.